# Jean-Louis Bruguière

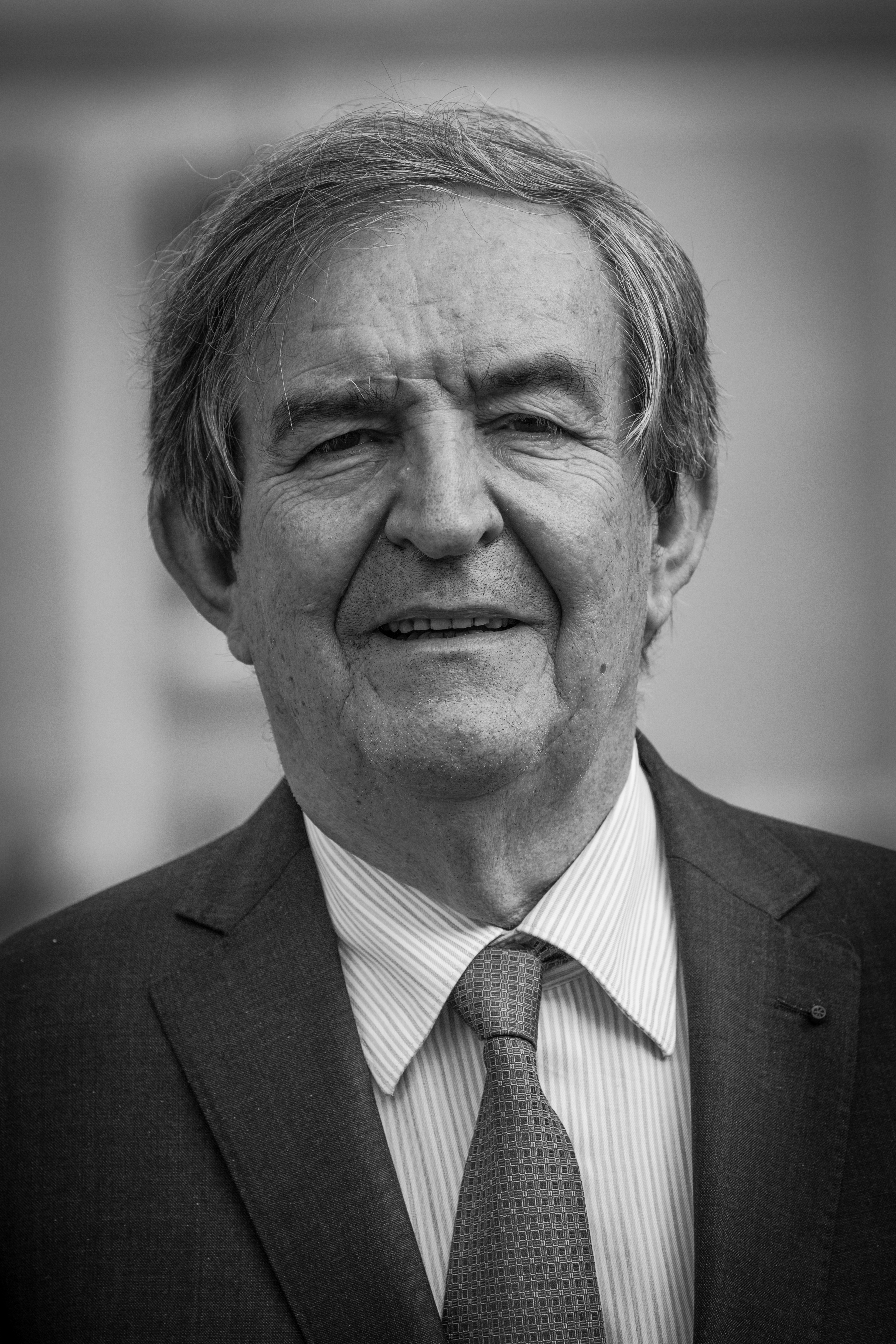
Jean-Louis Bruguière, 2014.

Jean-Louis Bruguière (* 29. Mai 1943 in Tours) ist ein ehemaliger oberster französischer Ermittlungsrichter und Vizepräsident des Tribunal de Grande Instance in Paris, einem Tribunal für schwere Staatsverbrechen. Seit Anfang der 1980er Jahre mit Fragen der Terrorbekämpfung beschäftigt, hatte er sich den Ruf als Frankreichs „führender Terroristenjäger“ verschafft. Er war Fahnder und Richter in einem. Bruguière schied 2007 aus seinem Amt und ging in die Politik, wo er Nicolas Sarkozy unterstützte.

## Ermittlungsfälle
Bekannt wurde er 1994 durch die Festnahme des weltweit als Topterroristen gesuchten Venezolaners Ilich Ramírez Sánchez alias „Carlos“.
Im Juni 2003 ließ er Christian Ganczarski auf dem Pariser Flughafen festnehmen.
Ende Mai 2017 wurde Bruguière zum Mitglied der unabhängigen externen Untersuchungsstelle ernannt, die Korruptionsvorwürfe innerhalb der Parlamentarischen Versammlung des Europarates (PACE) untersuchen soll.

### Abschuss der ruandischen Präsidentenmaschine
International sorgte Bruguière im November 2006 für Aufsehen, als er im Namen der Regierung Frankreichs Klage gegen die derzeitige Regierung Ruandas unter Paul Kagame erhob, die sich aus zahlreichen Mitgliedern der ehemaligen Bürgerkriegspartei Ruandische Patriotische Front zusammensetzt, der auch Kagame angehörte. Diese soll laut französischer Anklageschrift im Jahr 1994 am Abschuss der Präsidentenmaschine – somit am Mord an den Präsidenten Ruandas und Burundis, Juvénal Habyarimana und Cyprien Ntaryamira – beteiligt gewesen sein und den Völkermord in Ruanda maßgeblich mitverantwortet haben.
Insgesamt wurden 2006 neun internationale Haftbefehle gegen führende Persönlichkeiten der damaligen ruandischen Spitze unter dem Vorwurf erlassen, dass diese den Abschuss der ruandischen Präsidentenmaschine herbeigeführt und damit den Völkermord ausgelöst hätten.
In Kigali lösten die Haftbefehle und die damit verbundenen Vorwürfe wiederum heftige Empörung aus und führte zum Abbruch der diplomatischen Beziehungen mit Frankreich sowie einer bald darauf erfolgten Abschaffung von Französisch als Schul- und Verwaltungssprache verbunden mit einer gleichzeitigen Hinwendung zur englischsprachigen Welt. Auch ein von Bruguière vernommener Zeuge, der die Existenz eines angeblichen „Network Commando“ bestätigt hätte, welches am Abschuss der Präsidentenmaschine beteiligt gewesen sei, beschwerte sich nach der Vorlage des 64-seitigen Berichts in einem Brief an Bruguière, dass seine Aussagen von dem Ermittlungsrichter teilweise bis ins Gegenteil verdreht worden seien.
Bruguières Vorgehen wurde bereits 2006 auch in Frankreich kritisch betrachtet. Seine Ermittlungsergebnisse stützten sich im Kern auf die mündlichen Aussagen von zwei Personen: dem ehemaligen Guerillakämpfer Abdul Joshua Ruzibiza (1970–2010) sowie Paul Barril (* 1946), einem Angehörigen der französischen Gendarmerie nationale. Im November 2008 wurde dann die ruandischen Präsidentenberaterin Rose Kabuye aufgrund der Haftbefehle von 2006 in Frankfurt am Main verhaftet 
und wenige Tage später von Deutschland an Frankreich ausgeliefert.
Die Verhaftung der ruandischen Präsidentenberaterin durch Deutschland und anschließende Auslieferung an Frankreich führte zu einer Krise zwischen der Bundesrepublik und Ruanda, denn Kabuye war nach Deutschland gekommen, um den geplanten Besuch des ruandischen Präsidenten Kagame hier vorzubereiten. Kagame äußerte seine Enttäuschung über das Verhalten Deutschlands. Gleichzeitig kündigten ruandische Regierungsmitglieder an, über Haftbefehle für französische Staatsbürger nachzudenken, die aus ruandischer Sicht in den Genozid verstrickt waren. Im August 2008 hatte der ruandische Justizminister einen Bericht vorgelegt, in dem gefordert wurde, dass Dominique de Villepin, Édouard Balladur, Alain Juppé und François Mitterrand für ihre Rolle in den Geschehnissen, die zum Genozid von 1994 führten, gerichtlich zur Verantwortung gezogen werden müssten.
Ungefähr zeitgleich mit der Auslieferung von Kabuye an Frankreich widerrief Ruzibiza, der mittlerweile in Norwegen lebte, einen Teil seiner Aussagen, die er im Juli 2003 Jean-Louis Bruguière gegenüber in Paris gemacht haben soll und entlastete Rose Kabuye ausdrücklich, indem er klarstellte, dass, als es 2003 um den Abschuss der Präsidentenmaschine ging, ihr Name von ihm Bruguière gegenüber nie erwähnt worden sei. Weiterhin behauptete er, dass das Buch Rwanda: Secret History, das unter seinem Namen erschien, in Wirklichkeit von mehreren Personen geschrieben worden sei und dass das, was über den Abschuss der ruandischen Präsidentenmaschine im Buch stehe, nicht die Wahrheit sei. Ruzibiza warf zudem Bruguière manipulatives Verhalten vor.
Einige Jahre später kam ein Bericht des französischen Untersuchungsrichters und Experten für Terroranschläge Marc Trévidic im Januar 2012 dann auch zu einem völlig anderen Ergebnis als Bruguière, nämlich dass das Flugzeug von Präsident Habyarimana 1994 durch eine vom Kanombe-Hügel in der Nähe des Flughafens von Kigali abgefeuerte Rakete getroffen worden sei. Auf dem Kanombe-Hügel befand sich jedoch das Hauptquartier der aus Hutus bestehenden Präsidentengarde. Das Attentat auf Habyarimana hätte Hutu-Extremisten als Vorwand für den Genozid gedient. Durch die Ermittlungen von Trévidic wurde die Pariser Staatsführung gezwungen, ihre bis dahin geltende offizielle Geschichte des Völkermords in Ruanda zu revidieren.

## Sonstiges
Jean-Louis Bruguière ist Ritter der französischen Ehrenlegion (ch L).